# Бял пагел
Бял пагел (Diplodus sargus) е вид бодлоперка от семейство Sparidae. Видът не е застрашен от изчезване.

## Разпространение и местообитание
Разпространен е в Албания, Алжир, Бахрейн, Босна и Херцеговина, България, Гибралтар, Грузия, Гърция, Египет, Западна Сахара, Израел, Ирак, Иран, Испания, Италия (Сицилия), Кабо Верде, Катар, Кипър, Кувейт, Либия, Ливан, Мавритания, Малта, Мароко, Монако, Обединени арабски емирства, Оман, Португалия, Румъния, Русия, Саудитска Арабия, Сирия, Словения, Тунис, Турция, Украйна, Франция, Хърватия и Черна гора.
Среща се на дълбочина от 5,5 до 82 m, при температура на водата от 14,7 до 18 °C и соленост 37,2 — 37,7 ‰.

## Описание
Продължителността им на живот е около 21 години.